# ASVEL Lyon-Villeurbanne 2020-2021
Questa voce raccoglie le informazioni riguardanti l'ASVEL Lyon-Villeurbanne nelle competizioni ufficiali della stagione 2020-2021.

## Stagione
La stagione 2020-2021 dell'ASVEL Lyon-Villeurbanne è la 73ª nel massimo campionato francese di pallacanestro, la Pro A.

## Roster
Aggiornato al 14 luglio 2020.
| LDLC ASVEL 2020-21 | LDLC ASVEL 2020-21 |
| Giocatori          | Staff tecnico      |
| ------------------ | ------------------ |

| N. | Naz.                                         | Ruolo | Nome               | Anno | Alt.   | Peso   |  |
| -- | -------------------------------------------- | ----- | ------------------ | ---- | ------ | ------ |  |
| 2  | Stati Uniti (bandiera)                       | G     | Allerik Freeman    | 1994 | 190 cm | 91 kg  |  |
| 3  | Francia (bandiera)                           | PG    | Thomas Heurtel     | 1989 | 189 cm | 90 kg  |  |
| 5  | RD del Congo (bandiera) · Francia (bandiera) | AP    | Charles Kahudi (C) | 1986 | 199 cm | 100 kg |  |
| 6  | Francia (bandiera)                           | G     | Paul Lacombe       | 1990 | 195 cm | 97 kg  |  |
| 8  | Francia (bandiera)                           | P     | Antoine Diot       | 1989 | 193 cm | 86 kg  |  |
| 9  | Lettonia (bandiera)                          | G     | Rihards Lomažs     | 1996 | 193 cm | 87 kg  |  |
| 10 | Francia (bandiera)                           | C     | Moustapha Fall     | 1992 | 218 cm | 124 kg |  |
| 11 | Francia (bandiera)                           | AP    | Elwin Ndjock       | 2001 | 193 cm |        |  |
| 12 | Francia (bandiera)                           | AG    | Amine Noua         | 1997 | 203 cm | 91 kg  |  |
| 13 | Stati Uniti (bandiera)                       | C     | Kevarrius Hayes    | 1997 | 206 cm | 103 kg |  |
| 14 | Stati Uniti (bandiera)                       | P     | Derrick Walton     | 1995 | 183 cm | 84 kg  |  |
| 16 | Francia (bandiera)                           | P     | Kymany Houinsou    | 2004 | 196 cm |        |  |
| 17 | Regno Unito (bandiera)                       | C     | Matthew Marsh      | 2002 | 211 cm |        |  |
| 21 | Belgio (bandiera)                            | AC    | Ismaël Bako        | 1995 | 208 cm | 95 kg  |  |
| 23 | Stati Uniti (bandiera)                       | GA    | David Lighty       | 1988 | 198 cm | 100 kg |  |
| 25 | Francia (bandiera)                           | A     | William Howard     | 1993 | 203 cm | 94 kg  |  |
| 28 | Francia (bandiera)                           | AG    | Guerschon Yabusele | 1995 | 203 cm | 118 kg |  |
| 30 | Stati Uniti (bandiera)                       | P     | Norris Cole        | 1988 | 188 cm | 80 kg  |  |
| 32 | Francia (bandiera)                           | G     | Matthew Strazel    | 2002 | 182 cm | 80 kg  |  |
| 33 | Francia (bandiera)                           | AG    | Victor Diallo      | 2001 | 200 cm |        |  |

| Allenatore |
| - T.J. Parker |
| Assistente/i |
| - Morgan Belnou - Frédéric Fauthoux - Bryan George - Joseph Gomis Legenda - (C) Capitano - (IN) Inattivo - Infortunato Roster |

## Mercato

### Sessione estiva
| Acquisti | Acquisti        | Acquisti          | Acquisti   | Acquisti |
| R.       | Nome            | da                | Modalità   |          |
| -------- | --------------- | ----------------- | ---------- | -------- |
| G        | Paul Lacombe    | Monaco            | svincolato |          |
| C        | Moustapha Fall  | Türk Telekom      | svincolato |          |
| P        | Norris Cole     | Monaco            | svincolato |          |
| C        | Kevarrius Hayes | Pall. Cantù       | svincolato |          |
| G        | Allerik Freeman | Shenzhen Leopards | svincolato |          |
| C        | Matthew Marsh   | Barcellona        | svincolato |          |
| A        | William Howard  | Houston Rockets   | svincolato |          |

| Cessioni | Cessioni           | Cessioni           | Cessioni          | Cessioni |
| R.       | Nome               | a                  | Modalità          |          |
| -------- | ------------------ | ------------------ | ----------------- | -------- |
| AP       | Charles Galliou    | Digione            | fine contratto    |          |
| G        | Edwin Jackson      | Estudiantes        | riscatto prestito |          |
| A        | Livio Jean-Charles | Olympiakos         | rescissione       |          |
| P        | Jordan Taylor      | Levanga Hokkaido   | fine contratto    |          |
| G        | Davion Berry       | Ironi Nes Ziona    | fine contratto    |          |
| C        | Tonye Jekiri       | Saski Baskonia     | fine contratto    |          |
| G        | Sofiane Briki      | Saint-Chamond      | riscatto prestito |          |
| AC       | Adreian Payne      | Free agent         | fine contratto    |          |
| P        | Théo Maledon       | Philadelphia 76ers | rescissione       |          |

### Dopo l'inizio della stagione
| Acquisti | Acquisti       | Acquisti           | Acquisti         | Acquisti   |
| R.       | Nome           | da                 | Data             | Modalità   |
| -------- | -------------- | ------------------ | ---------------- | ---------- |
| P        | Derrick Walton | Philadelphia 76ers | 18 dicembre 2020 | svincolato |
| PG       | Thomas Heurtel | Free agent         | 24 febbraio 2021 | svincolato |

| Cessioni | Cessioni        | Cessioni       | Cessioni        | Cessioni    |
| R.       | Nome            | a              | Data            | Modalità    |
| -------- | --------------- | -------------- | --------------- | ----------- |
| G        | Rihards Lomažs  | BG 74 Gottinga | 24 gennaio 2021 | rescissione |
| G        | Allerik Freeman | Qingdao Eagles | 31 gennaio 2021 | rescissione |
| P        | Derrick Walton  | Free agent     | 18 maggio 2021  | rescissione |